# Социальная гигиена и организация здравоохранения
Обще́ственное здоро́вье — изучение и разработка стратегических и тактических организационных, медико-социальных предложений, направленных на охрану и повышение уровня здоровья населения и качества медицинской помощи.
По характеру деятельности, общественное здоровье — это изучение оздоравливающего эффекта, а также неблагоприятного влияния социальных факторов и условий на здоровье населения и его групп и выработка научно обоснованных рекомендаций по устранению и предупреждению вредного для здоровья людей влияния социальных условий и факторов в интересах охраны и повышения уровня общественного здоровья. (Большая медицинская энциклопедией (БМЭ. 3-е изд. — Т. 25. — С. 60).
Объектом исследования общественного здравоохранения являются: пользователи услуг медицинских учреждений, учреждения здравоохранения, медицинский персонал, нормативные акты и другое.
Общественное здоровье и здравоохранение (также общественное здравоохранение) — раздел медицины, изучающий систему общественного здоровья и организации здравоохранения, а также социальные (общественные) проблемы здоровья населения. Это теоретическая основа здравоохранения.

## История общественного здравоохранения
Впервые социальная гигиена упоминается в 70-х гг. XIX в. в работе Португалова «Вопросы общественной гигиены».
- 1903 г. — Альфред Гротьян[англ.] издает журнал по социальной гигиене.
- 1905 г. — Альфред Гротьян основал научное общество по социальной гигиене и медицинской статистике.
- 1912 г. — Альфред Гротьян начал читать доцентский курс в Берлинском университете.
- 1918 г. — музей социальной гигиены в Москве, который возглавил Мальков.
- 1920 г. — музей преобразован в НИИ социальной гигиены.
- 1920 г. — первая кафедра социальной гигиены в Берлине.
- 1922 г. — кафедра социальной гигиены в МГУ.

## Предмет исследования социальной гигиены
В отечественной литературе существуют разные трактовки понятия социальной гигиены.
- Впервые в отечественной литературе термин был применён русским социал-гигиенистом В. О. Португаловым в работе «Вопросы общественной гигиены» (СПб., 1873).
- Первый Нарком здравоохранения России Н. А. Семашко считал социальную гигиену одной из основ разработанной им модели здравоохранения советского периода:

Основная задача социальной гигиены состоит в том, чтобы глубоко изучить влияние на здоровье человека социальной среды и разработать эффективные мероприятия по устранению вредных влияний этой среды.
- И. В. Венцова и Ю. А. Шиланис, монография «Социальная гигиена в СССР» (М., 1976):

Наука, изучающая закономерности влияния социальных и экономических факторов на здоровье различных социальных групп населения и дающая теоретическое обоснование государственных и общественных мероприятий по охране и укреплению здоровья общества.
- Советский энциклопедический словарь (М., 1980, стр. 1259):

Область медицины, изучающая влияние социальных факторов на состояние здоровья населения, в СССР — теоретическая основа здравоохранения.
- Большая медицинская энциклопедия (1985, т. 24):

Наука о закономерностях общественного здоровья и здравоохранения.

### Актуальные проблемы, изучаемые социальной гигиеной
1. изучение теоретических и организационных основ здравоохранения
2. изучение влияния социальных условий и образа жизни на здоровье населения
3. разработка критериев оценки общественного здоровья
4. разработка научных прогнозов в области охраны здоровья населения
5. исследование проблем народонаселения и их связей с общественным здравоохранением
6. исследование процессов урбанизации
7. изучение экологии человека
8. исследование социальных, экономических и медицинской значимости здравоохранения как общественной системы и разработка рациональных путей её развития
9. изучение правовых и этических основ здравоохранения
10. изучение потребностей населения в медицинской помощи и вариантов её в амбулатории и стационаре
11. разработка санитарных и эпидемиологических аспектов здравоохранения
12. разработка социально-экономических и медицинских мероприятий профилактики
13. разработка комплекса программ снижения и ликвидации наиболее распространенных и тяжелых заболеваний (туберкулез, сахарный диабет, СПИД)
14. разработка вопросов планирования и управления лечебно-профилактической помощью населения.
15. разработка проблем экономики здравоохранения и его финансирования
16. разработка мероприятий по пропаганде и реализации здорового образа жизни, гигиеническому обучению и воспитанию
17. разработка мероприятий и действий при стихийных бедствиях и других экстремальных ситуациях

### Основные задачи
1. изучение состояния здоровья населения и влияние на него социальных факторов (экономических, средовых и т. д.)
2. разработка методик и методология изучения здоровья населения.

Объект исследования: общество в целом, социальная группа, коллектив, а также обслуживающая их система здравоохранения.

### Основные методы исследований общественного здравоохранения
1. исторические методы
2. статистические методы (санитарно-статистический)
3. методы эксперимента и моделирования
4. методы экономических исследований
5. метод экспертных оценок
6. методы социологических исследований
7. метод системного анализа
8. эпидемиологические методы
9. медико-географические методы

### Уровни изучения здоровья
- индивидуальный
- групповой
- региональный